# Codrus picicornis
Codrus picicornis is een vliesvleugelig insect uit de familie van de Proctotrupidae. De wetenschappelijke naam van de soort is voor het eerst geldig gepubliceerd in 1856 door Foerster.